# Wizard (программа ПРО)

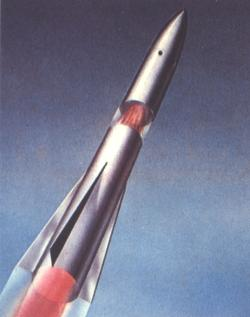
Художественное представление о программе Wizard

Проект Wizard ( /ˈwɪzəd/, с англ. — «Волшебник», в русскоязычной военной печати транслитерируется как «Ви́зард» или «Уи́зард», общевойсковой индекс — WS-214L) — один из первых известных проектов создания управляемой противоракеты для уничтожения неприятельских баллистических ракет. Разрабатывался Мичиганским Университетом (лабораторией аэронавтики) по заказу Армии США с 1945 года. Проект по сути дела представлял собой исследовательскую программу, направленную на изучение вопросов противоракетной обороны. Наработки, полученные в ходе работы над проектом «Визард» послужили основой для создания в дальнейшем более продвинутых образцов ракетных вооружений для целей противоракетной и противовоздушной обороны крупнейшими подрядчиками военно-промышленного комплекса США в сотрудничестве с лабораторией аэронавтики, которая к тому времени была выделена в самостоятельное научно-исследовательское и опытно-конструкторское учреждение.

## История
20 июня 1945 года, в отчете по состоянию материальной части армии США были выдвинуты и обоснованы требования на «высокоскоростную управляемую ракету, способную осуществлять перехват баллистических ракет вроде «Фау-2», которую, по мнению разработчиков отчета, следовало создать возможно более быстро. Отчет был принят во внимание: неуязвимость «Фау-2» для любых существовавших в то время средств противодействия и широкие перспективы развития этого оружия вызывали сильную тревогу военного командования США. Уже в июле 1945, армейский корпус связи начал теоретические исследования в области создания РЛС пригодных для обнаружения и отслеживания летящих баллистических ракет.
В 1946 году, командование армейской авиации США подтвердило приоритетность программы разработки противоракетной обороны. К этому моменту, наглядно продемонстрированная разрушительная мощь атомного оружия сделала эти работы еще более актуальными. Баллистические ракеты с атомными боевыми частями представлялись «абсолютным оружием» будущего. 1 мая, военный секретарь США одобрил разработку программы противобаллистической защиты и к концу мая первичные требования к новой ракете были уже определены под индексом MX-794.

## Концепция
Летом 1947 года, программа (получившая название «Визард») была инициирована ВВС США в рамках исследовательского проекта с бюджетом около 1 миллиона долларов в год. Значительную часть работ выполнила лаборатория аэронавтики Мичиганского Университета. В рамках проекта рассматривались и предлагались пути решения проблем, встающих на пути создания ракеты, РЛС противоракетной обороны, автоматизированной системы наведения и управления.
В итоговом варианте, «Визард» представлял собой большую, двухступенчатую жидкотопливную ракету, длиной около 18 метров и приблизительно 1,8 метров диаметром. Согласно проекту, ракета должна была подниматься на высоту до 200 километров и разгоняться до скорости порядка 8000 км/ч, при дальности действия около 890 км. Ракета должна была оснащаться ядерной боевой частью: согласно требованиям, противоракета «Визард» должна была обеспечивать перехват баллистической ракеты, соответствующей по характеристикам «Фау-2», с вероятностью до пятидесяти процентов.
В 1947 году, команда разработчиков постановила, что «потребуется от 5 до 10 лет, прежде чем будут созданы радары, компьютеры, и системы управления, которые позволят воплотить „Визард“ в металле».

## Разработка
Работы над программой «Визард» шли медленно ввиду масштабности проекта и завышенности изначальных требований. В 1955 году, после недавних успехов в программе разработки комплекса противоракетной обороны Nike Zeus для Армии США, командование ВВС активизировало работы над Wizard, к которым были привлечены совершенно иные подрядчики — Convair и RCA. В том же году, проведя 50000 компьютерных моделирований, фирма «Белл» сделала вывод, что перехват летящей баллистической ракеты — противоракетой, является в принципе возможным, что вселило некоторый оптимизм относительно хода программы. Однако, в 1958 году, в рамках разграничения сфер ответственности между армией, флотом и ВВС, задачи противоракетной обороны были переданы армейскому командованию. В результате, программа «Визард» — находившаяся в юрисдикции ВВС — была сведена к чисто исследовательской, направленной на разработку РЛС предупреждения о ракетном нападении.
В 1959 году, под влиянием успешно идущей армейской программы Nike Zeus, ВВС США приняли решение прекратить работы над «Визардом».